# Topoline
Topoline – wieś w Chorwacji, w żupanii osijecko-barańskiej, w gminie Koška. W 2011 roku liczyła 146 mieszkańców.